# Mérőeszköz
A mérőeszköz vagy mérőműszer egy anyag vagy természeti jelenség adott tulajdonságának mérésére, vagyis egy jellemző mennyiségének meghatározásához készített eszköz. A pontosság és precizitás érdekében különleges követelményeknek kell megfelelnie.

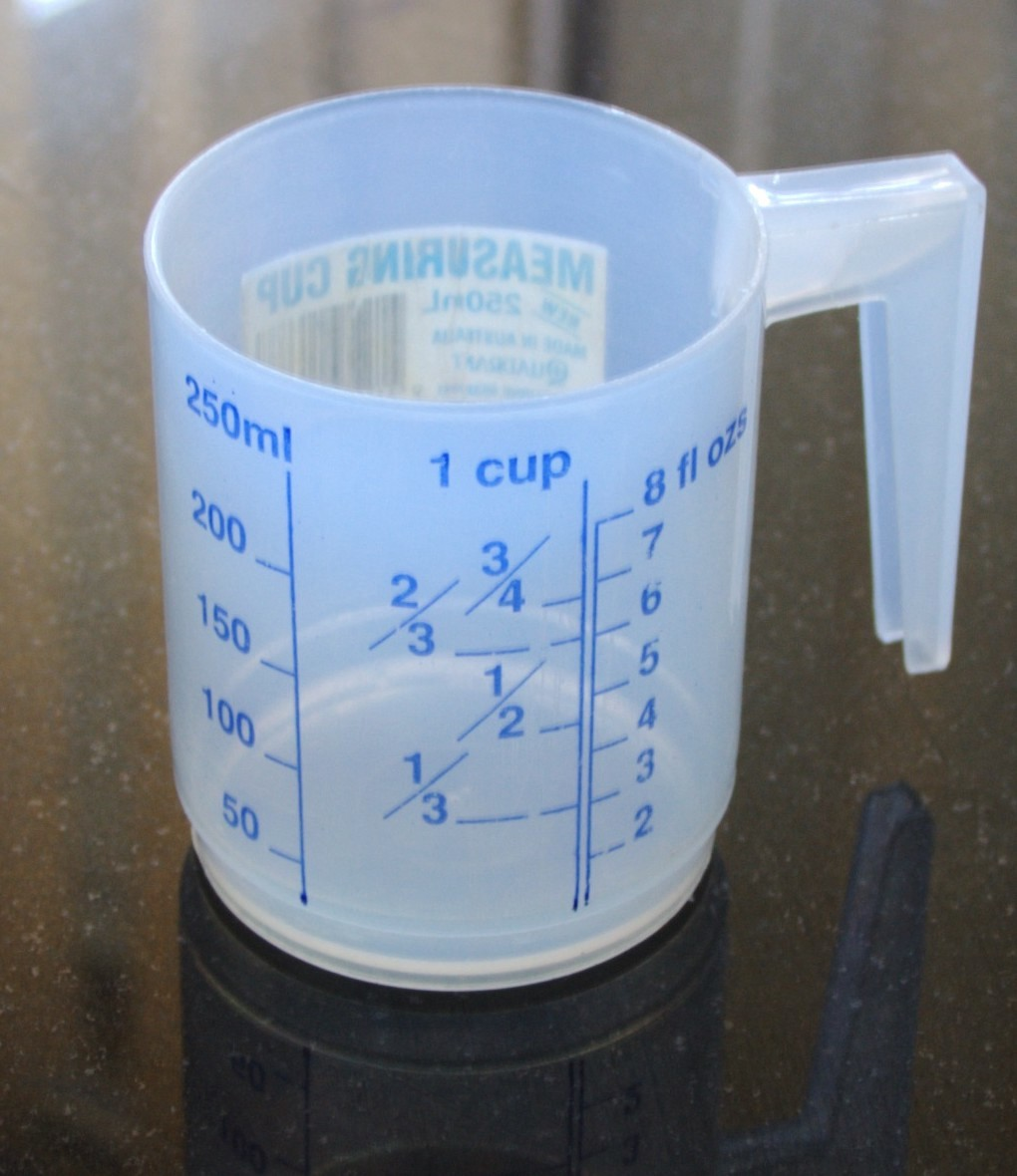
Konyhai mérőpohár több skálával

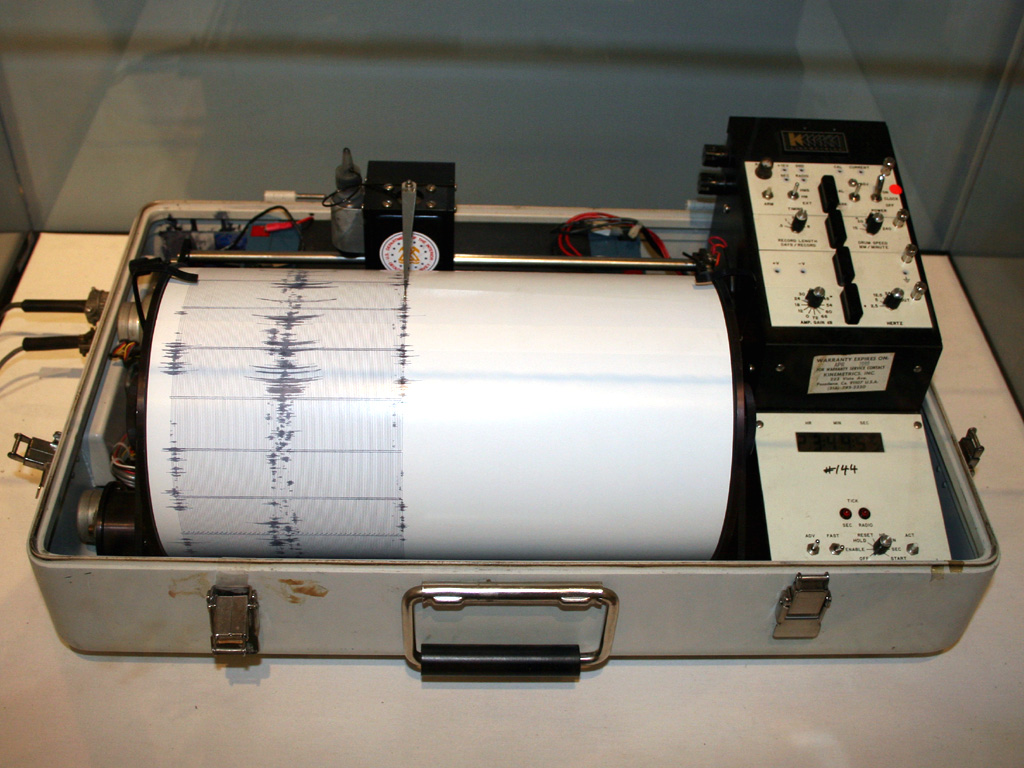
Analóg kijelzésű szeizmográf

## Műszerek osztályozása
1. Kijelzés módja szerint:
  - Analóg
    - Mértékek: Az adott mennyiség referenciamennyiségével való összehasonlítást teszi lehetővé, gyakran készletben kapható.
    - Mérőműszer, ahol az érték vagy mérőszám egy intervallum vagy skála segítségével leolvasható. Analóg elektromechanikus műszerek

  - Digitális műszer, ahol a kijelző számjegyekkel a kvantumérték egész számú többszörösét mutatja - a mérendő mennyiséggel arányosan. Az analóg mennyiségeket a mérőmű időtartam- vagy frekvencia- és feszültségmérésre vezeti vissza. Az itt előállított bináris mennyiséget a kijelző decimális formában mutatja.[1]

1. Működtető energia szerint
  - Hideg, vagyis a mért jelenségből nyerik a működési energiát
  - Aktív, vagyis saját energiaforrással rendelkezik.

1. Kidolgozottság szerint:
  - mérőműszer olyan eszköz, ahol elmarad az információfeldolgozási funkció.
  - mérőkészüléknél nagyjából egyforma a mérőhálózat és az információfeldolgozás bonyolultsága.
  - mérőrendszernél a mért adatok feldolgozásra kerülnek.

## Mérési segédeszközök, környezet
A mérési segédeszközök feladata a mérendő objektum és mérőeszköz szükséges mérési helyzetének és zavar-, valamint szennyeződésmentesség biztosítása. Példák: háromláb (tripod), mérőasztal, síklap, tisztatér kamra, mérőelektród tér.

## Jogszabályok
A mérést szabályozó törvényeket először a csalás megakadályozása érdekében hozták. Később azonban tudományos alapokon fejlődtek tovább és nemzetközi egyezmények tartják őket érvényben. Az Egyesült Államokban a kereskedelemben használatos mértékegységeket a NIST szabályozza.
A mértékegységek története a tudomány- és technikatörténet része.
Az erre vonatkozó magyar jogszabály az 1991. évi XLV. törvény a mérésügyről. Ez a törvény a mértékegységek tekintetében és a mérésügyi eljárásjogban jelenleg is hatályos.